# Руда Кам'янка (річка)
 Руда Кам'янка — річка в Україні, у Житомирському районі Житомирської області. Ліва притока Гнилоп'яті (басейн Дніпра).

## Опис
Довжина річки приблизно 2,5 км.

## Розташування
Бере початок на північному заході від Трояніва. Тече переважно на північний схід і в Залізні впадає у річку Гнилоп'ять, праву притоку Тетерева.